# Johan Philip Menger

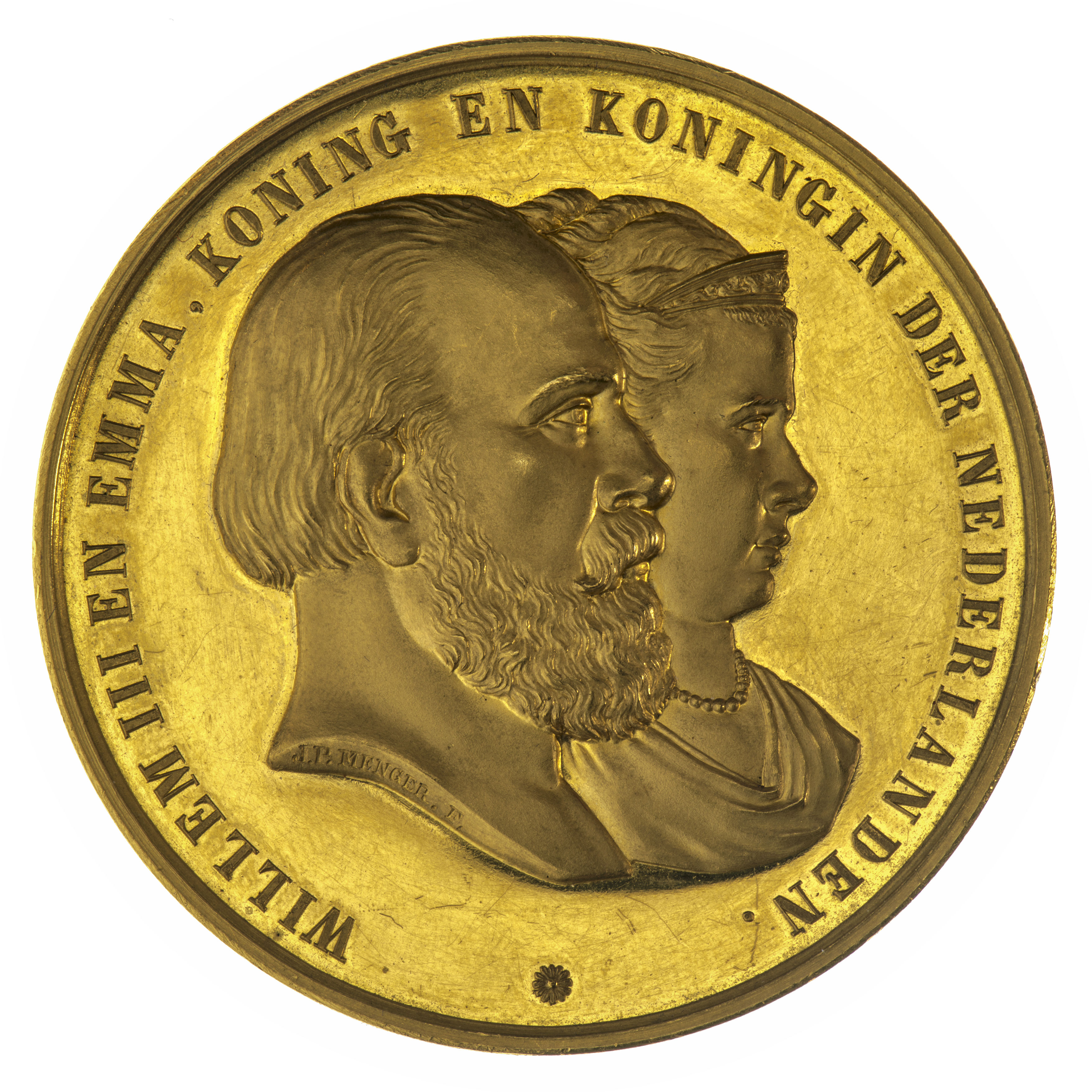
Prijspenning des Konings (1879). In de halfsnede Mengers naam.

Johan Philip Menger (Utrecht, 14 december 1818 – Asten, 20 september 1895) was een Nederlands beeldhouwer, medailleur en stempelsnijder.

## Leven en werk
Menger was een zoon van winkelier Johan Philip Menger en Louise Charlotte Köhler. Hij werd opgeleid bij David van der Kellen jr., 1e stempelsnijder bij 's Rijks Munt in Utrecht, die was getrouwd met een zus van Menger. Hij maakte in die tijd zijn eerste penningen, onder andere ter herinnering aan P.C. Hooft (1835) en prins Willem George Frederik van Oranje-Nassau (1837). Op 20-jarige leeftijd werd hij in staat gesteld om in Amsterdam te gaan studeren aan de Koninklijke Akademie van Beeldende Kunsten, onder prof. Louis Royer. In 1840 ontving hij voor zijn beeldhouwwerk de grote zilveren medaille van de academie. Na zijn terugkeer in Utrecht werkte Menger decennia lang bij 's Rijks Munt. In 1845 werd hij hulpgraveur en in 1853 eerste stempelsnijder. Hij stond bekend als een bekwaam stempelsnijder. Vanwege gezondheidsproblemen moest hij stoppen met werken, in 1892 kreeg hij eervol ontslag.
Menger nam deel aan diverse tentoonstellingen, waaronder de tentoonstellingen van Levende Meesters in Amsterdam (1836, 1840), waar hij een pleisterbeeld en een medaille met beeltenis van Calvijn toonde. In 1844 werd hij met E.F. Georges, J.W. Kaiser en een aantal anderen benoemd tot lid van de Koninklijke Academie. Menger was ook lid van het Utrechts Genootschap Kunstliefde.
Menger trouwde in 1843 met de Amsterdamse Euphrosina Johanna Parré (1818-1861), zus van landschapsschilder Matthias Parré jr. Hun oudste zoon Johan Philip Matthias Menger volgde zijn vader op als 1e stempelsnijder. Johan Philip Menger verhuisde na zijn pensioen met zijn dochter naar het Brabantse Asten. Hij overleed er drie jaar later, op 76-jarige leeftijd.

## Enkele werken
- 1835 penning oprichting van een monument voor Joan Melchior Kemper in de Pieterskerk in Leiden
- 1836 penning P.C. Hooft
- 1837 penning overlijden van prins Frederik van Oranje-Nassau (1774-1799). Op de keerzijde zijn door Antonio Canova gemaakt grafmonument
- 1852 penning onthulling van het standbeeld van Rembrandt in Amsterdam
- 1853 gedenkpenning huwelijk prins Hendrik van Oranje-Nassau en Amalia van Saksen-Weimar-Eisenach
- 1854 penning onthulling van het standbeeld van koning Willem II te Den Haag (ontwerp Menger, stempelsnijder Vermaes)
- 1857 penning honderdjarig bestaan van de loge La Vertu te Leiden en vijftigjarig lidmaatschap van de voorzitter J.C. Bucaille
- 1860 penning droogmaking Haarlemmermeer[6]
- 1861 gedenkpenning 225-jarig bestaan van de Utrechtse Hoogeschool
- 1870 penning herstel van het Nederlands gezag over de kust van Guinea
- 1871 prijspenning Nationale Wedstrijd voor Werklieden
- 1872 herdenkingspenning Groningen constant t.g.v. tweede eeuwfeest Gronings Ontzet, voorzijde met Groningse stedenmaagd gesneden door J.P. Menger, keerzijde met Rabenhaupt-monument gesneden door zoon J.P.M. Menger.[2]
- 1872 penning derde eeuwfeest van de inname van Den Briel
- 1874 penning t.g.v. aftreden van David van der Kellen als 1e stempelsnijder aan 's Rijks Munt
- 1877 penning omvorming Athenaeum Illustre tot gemeentelijke universiteit van Amsterdam
- 1877 gedenkpenning eeuwfeest van de Nederlandsche Maatschappij voor Nijverheid en Handel
- 1878 gedenkpenning huwelijk van prins Hendrik van Oranje-Nassau en prinses Marie van Pruisen
- 1879 prijspenning des konings. Voorzijde met portretten van koning Willem III en Emma door Menger, keerzijde door David van der Kellen jr.
- 1890 gedenkpenning op het 50-jarig priesterjubileum van van H. Poppen, pastoor en deken in Amsterdam

## Galerij

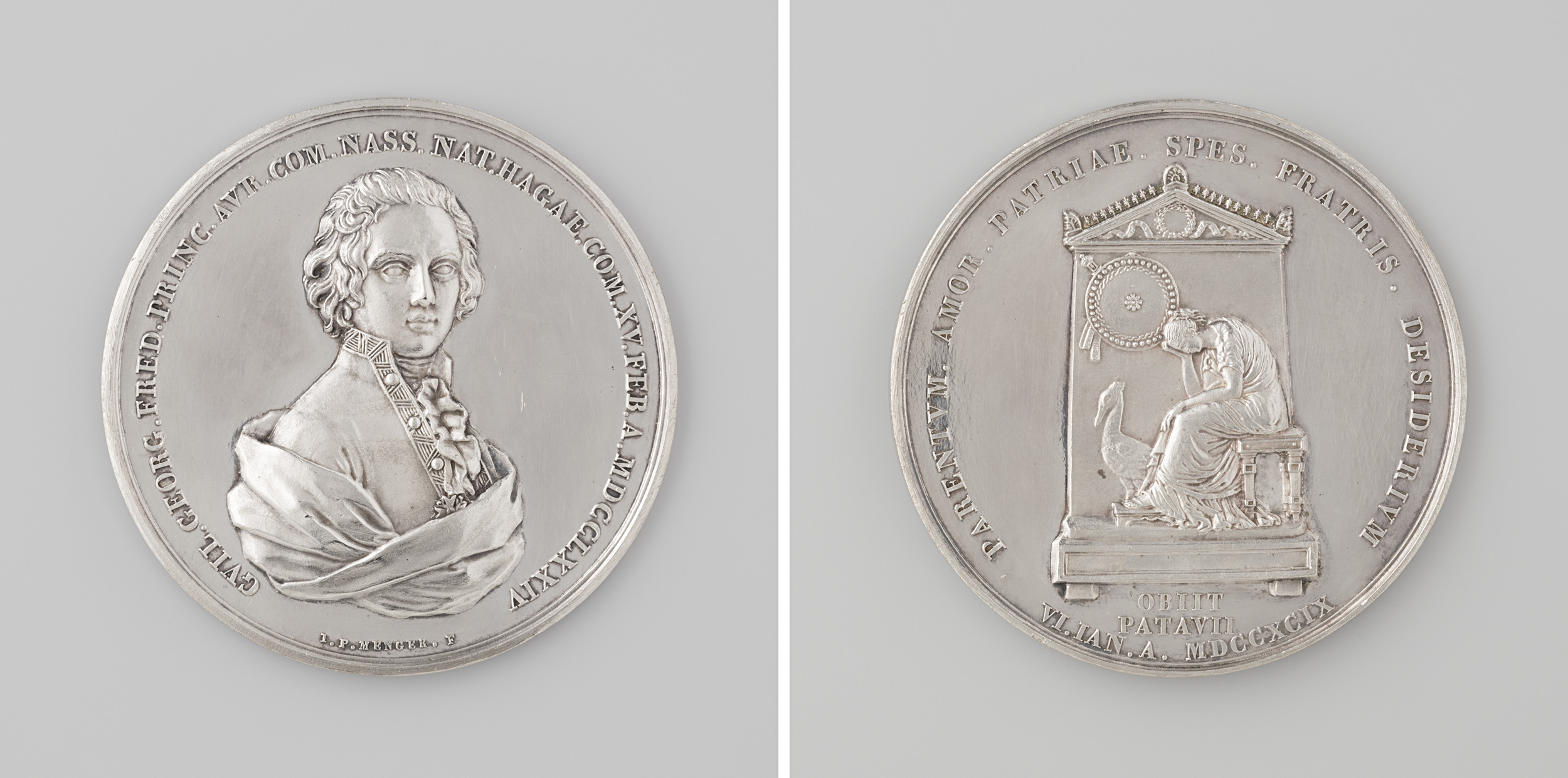
1837 Overlijden van prins Frederik van Oranje-Nassau
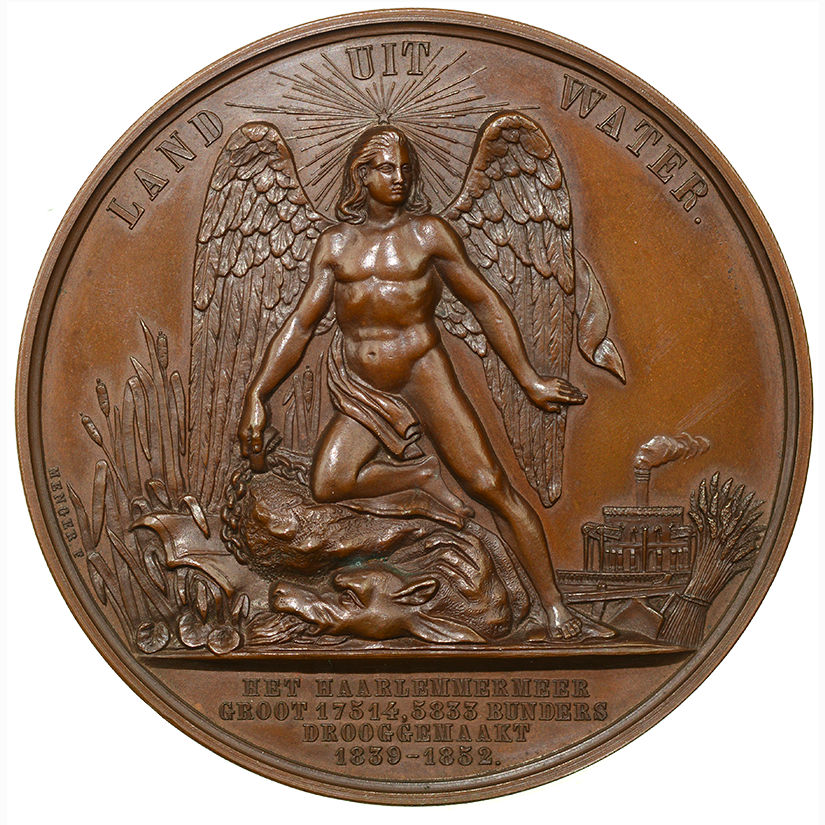
1860 Droogmaking van het Haarlemmermeer
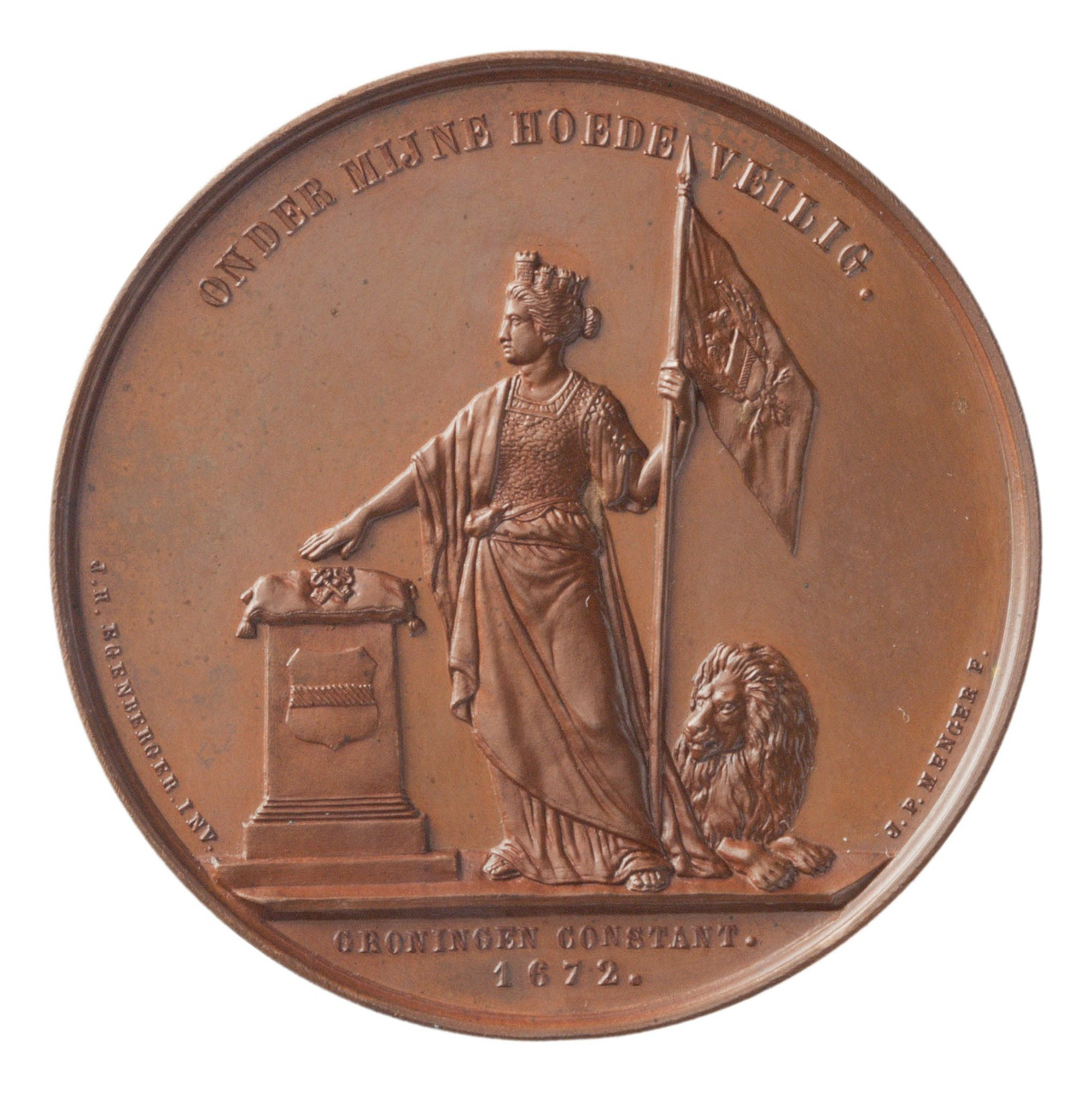
1872 Tweede eeuwfeest Gronings Ontzet
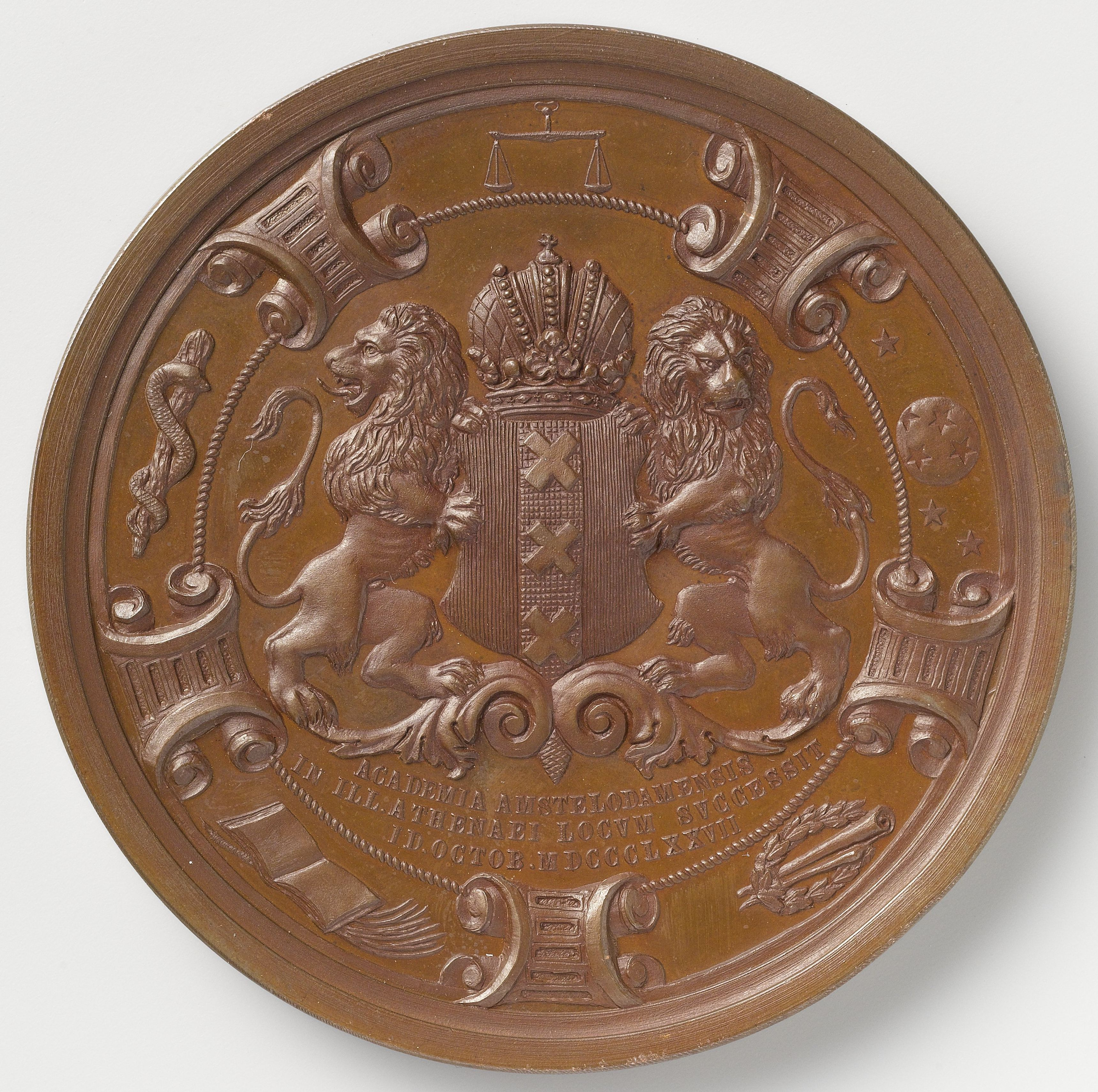
1877 Athenaeum Illustre wordt gemeentelijke universiteit

## Museale collecties
Mengers werk is opgenomen in de collecties van onder andere het Centraal Museum en het Teylers Museum en in de Nationale Numismatische Collectie.
- Biografisch Portaal: 65218584
- RKD-Nederlands Instituut voor Kunstgeschiedenis: 329645
- Virtual International Authority File: 3155153596633051900006
- WorldCat: E39PBJpdM3prD3wtgQCCHdjwG3